# Bräunrode

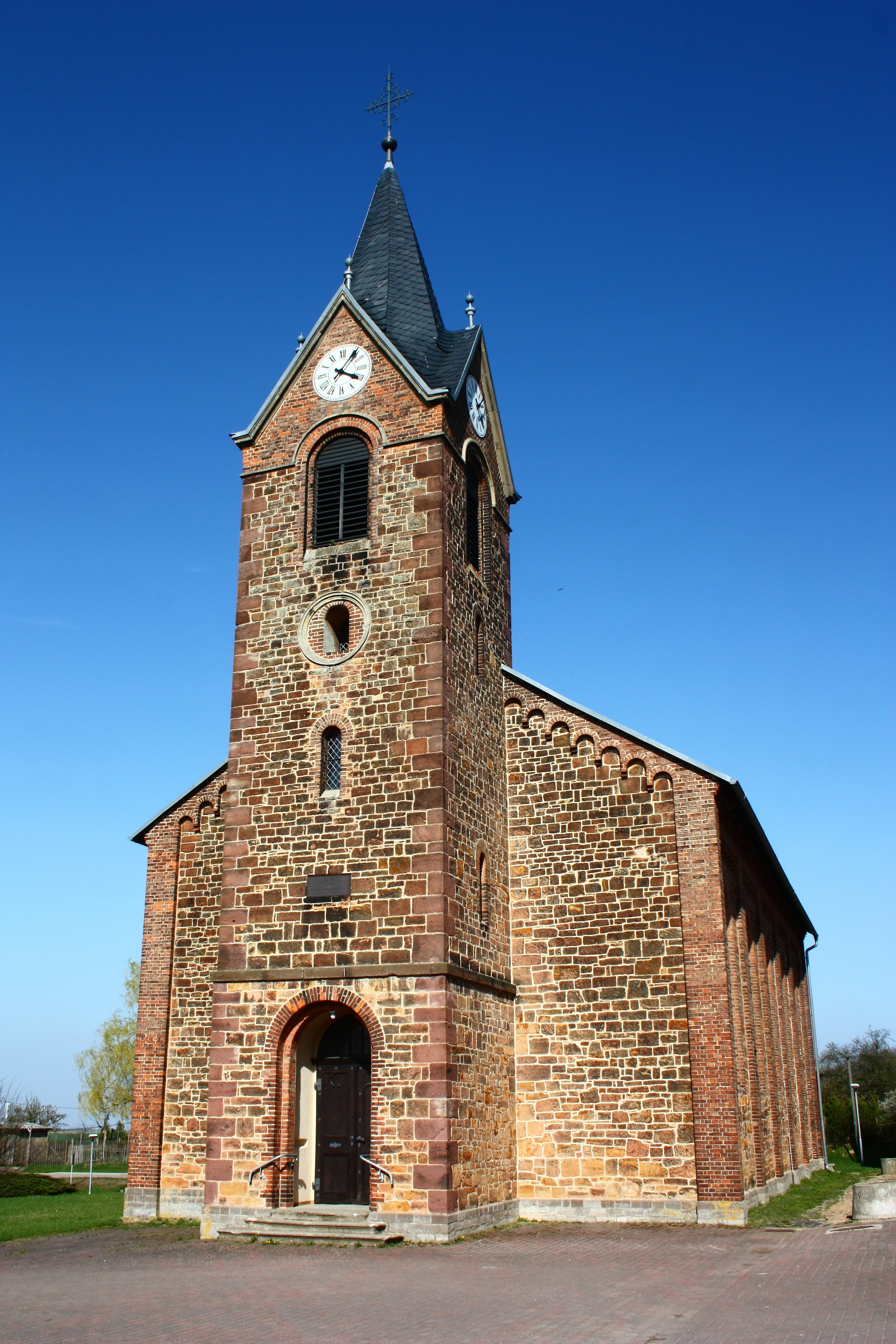
Dorfkirche St. Nikolaus in Bräunrode

Bräunrode ist ein Ortsteil der Stadt Arnstein im nördlichen Landkreis Mansfeld-Südharz in Sachsen-Anhalt.

## Geografie
Bräunrode liegt am östlichen Harzrand etwa sieben Kilometer westlich von Hettstedt. Der höchste Punkt im Ortsgebiet erreicht eine Höhe von 308 m ü. NN und der tiefste Punkt liegt bei 266 m über dem Meeresspiegel. Im Norden und Westen wird der Ort durch Wälder begrenzt, im Osten und Süden durch Äcker.

## Geschichte
1060 wurde der Ort erstmals als Bruniroht erwähnt. Die Namensgebung geht auf einen Mann namens Bruno zurück, welcher den Wald rodete. Mit der Zeit wandelte sich der Ortsname von Brunorode über mehrere Namen wie Braunorode, Brennrode bis hin zum heutigen Bräunrode.
Der Ortsteil Friedrichrode wurde von Friedrich von Knigge erbaut, und noch heute trägt der Ort seinen Namen.
Das Gut Willerode wurde 1377 erstmals erwähnt und war bis 1742 eine selbständige Gemeinde.
Bis 1945 arbeiteten die Einwohner der Ortsteile auf den Gütern. Die Einwohner aus Bräunrode waren zum großen Teil Klein- und Mittelbauern, die je nach finanzieller Situation noch im Mansfelder Kupferschieferbergbau gearbeitet haben. 1952 wurden erste Landwirtschaftliche Produktionsgenossenschaften gegründet. Von 1960 bis 1989 gab es in Bräunrode keine privaten landwirtschaftlichen Betriebe.
Am 1. Januar 2010 schlossen sich die bis dahin selbständigen Gemeinden Bräunrode, Alterode, Greifenhagen, Harkerode, Quenstedt, Stangerode, Sylda, Ulzigerode und Welbsleben sowie die Stadt Sandersleben (Anhalt) zur neuen Stadt Arnstein zusammen. Die Verwaltungsgemeinschaft Wipper-Eine, zu der Bräunrode gehörte, wurde aufgelöst.

## Politik

### Straßenumbenennung
Durch den Beschluss des Stadtrates Arnstein wurde zum 6. April 2017 die „Hauptstraße“ umbenannt in die „Bräunröder Hauptstraße“. Der vorherige Entwurf, die „Hauptstraße“ in „Popendieker Str.“ umzubenennen, wurde durch den Einwand der Bräunröder Bürger in Federführung der ehemaligen Gemeindekirchenratsvorsitzenden Annemarie Plischke, verworfen.

### Wappen
Das Wappen wurde am 19. April 1995 durch das Regierungspräsidium Halle genehmigt und im heutigen Landesarchiv Sachsen-Anhalt unter der Wappenrollennummer 44/1995 registriert.
Blasonierung: „In Silber drei grüne Tannen auf grünem mit zwei silbernen gekreuzten Äxten belegten Dreiberg.“
Die Farben der Gemeinde sind Grün-Weiß.
Bisher verwendete die Gemeinde ein Bildsiegel mit drei Tannen. Der Gemeinderat beschloss deshalb, im neuen Wappen drei Nadelbäume auf einem Berg (hier ein Dreiberg) zu führen. In Anbindung an den Namen ist auf Wunsch der Gemeinde der Dreiberg mit zwei gekreuzten Äxten belegt, was darauf deuten soll, dass der Ort in früheren Zeiten einst aus der Rodung des Waldes hervorging.
Das Wappen wurde vom Magdeburger Heraldiker Jörg Mantzsch gestaltet.

## Kultur und Sehenswürdigkeiten

### Bauwerke
Bräunröder Kirche St. Nikolaus: Sie ist die dritte Kirche an dieser Stelle, da die anderen abgebrannt sind. Die Kirche wurde am 17. November 1881 durch Generalsuperintendent Schulz eingeweiht.
Zwischen Bräunrode und Friedrichrode befinden sich im Wald die Reste der Kuppenburg.

### Regelmäßige Veranstaltungen
Am 2. Wochenende im Juli wird jedes Jahr das Volksfest vom Dorfclub Bräunrode e. V. veranstaltet.
Der ansässige Fußballverein SVB lädt zum im Aushang veröffentlichten Spielplan die Bürger zu den Spielen der Männer- und Kindermannschaft ein. Außerdem veranstaltet der SVB besondere Veranstaltungen zum 1. Mai wie das Bräunröder Tauziehen.

## Wirtschaft und Infrastruktur

### Ansässige Unternehmen
In der Ortslage Bräunrode sind mehrere Kleinbetriebe ansässig. Typisch für die Region sind zwei Landwirtschafts- sowie zwei Forstwirtschaftsbetriebe. Weiterhin gibt es einen Lebensmittel produzierenden Betrieb, eine Schlosserei, einen Tierfutterhandel, einen Eventfotografen sowie eine zentral gelegene Gaststätte, den Lindenhof.

### Verkehr
Zur Bundesstraße 180, die Eisleben mit Aschersleben verbindet, sind es in östlicher Richtung rund acht Kilometer.

## Söhne und Töchter des Ortes
- Christian August Friedrich Garcke (1819–1904), Botaniker